# Erik og Kriss
Erik og Kriss est un groupe de hip-hop norvégien, originaire de Bærum. Le groupe est composé de deux MC Erik Mortved et Kristoffer Tømmerbake, il s'est fait connaître en 2004 sur internet avec le titre Bærumsgrammatikk. En 2006, le groupe sort son premier album Gull og grønne skoger.

## Biographie
Erik og Kriss commencent sérieusement en 2002 avec le titre Legenden, mais c'est en 2004 qu'ils se feront bien connaître grâce au titre Bærumsgrammatikk qui décrit avec humour le mode de vie de Bærum. 
Le groupe sortira plusieurs titres sur internet avant de sortir leur premier album Gull og grønne skoger. L'album contient les singles Lille norge et Den låta. Le groupe revient ensuite en 2008 avec Verden vil bedras, l'album connaîtra une entrée faible, puis deviendra populaire grâce au single Dra tilbake. Le groupe est nommé meilleur artiste norvégien de l'année par MTV grâce au simple Det e'kke meg det er deg. En 2009, ils sortiront Tabu qui contient les simples suivants Svigermors drøm porno rundt fingern, Hverdagshelt. 
Le 17 janvier 2011, ils sortiront Back to Business dont Lighter sera le premier simple dont le clip est mis en ligne le 11 octobre 2010. Pendant cette période, les singles Ølbriller, Etter regnet et Lighter atteindront les classements,.

## Distinctions
- Disque d'or pour Den låta (1er mars 2008)
- Disque d'or pour Dra tilbake (4 juin 2008)
- Disque de platine pour Det e'kke meg det er deg

## Clips
- Legenden (2002)
- Den låta (2006)
- Dra tilbake (2008)
- Det e'kke meg det er deg (2008)
- Svigermors drøm (2009)
- Porno (2009)
- Rundt fingern (2009)
- Hverdagshelt (2010)
- Lighter (2010)
- Ølbriler (2011)